# 우르호 키우카스

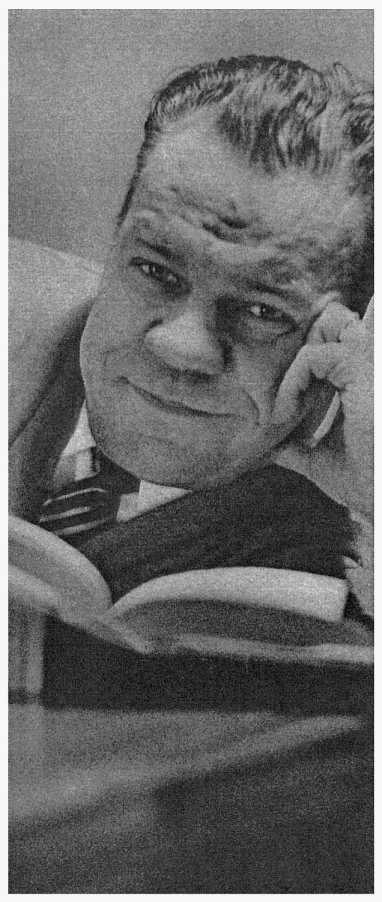

우르호 유하나 키우카스(핀란드어: Urho Juhana Kiukas: 1902년 11월 19일 퀴미-1995년 11월 19일)는 핀란드의 경찰관료다. 1947년-1957년 경찰총수, 1957년-1958년 내무장관을 역임했다.